# Podněsterský rubl

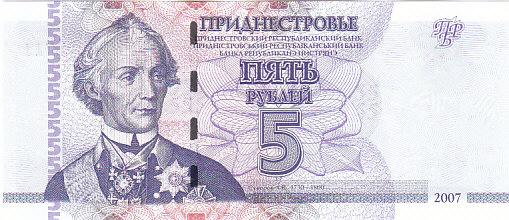
Líc pětirublové bankovky z roku 2007, portrét generála Suvorova

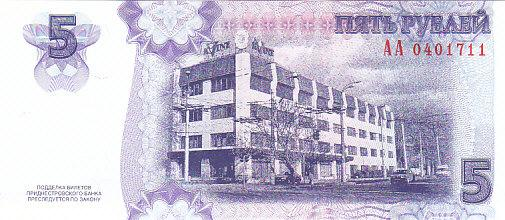
Rub pětirublové bankovky z roku 2007, vyobrazena likérka Kvint Tiraspol

Podněsterský rubl (moldavsky: рублэ транснистрянэ/rublă transnistreană, rusky: приднестровский рубль, ukrajinsky: придністровський рубль) je měnová jednotka mezinárodně neuznané Podněsterské moldavské republiky, dělí se na 100 kopějek. Existuje od roku 1994. Neoficiální kód měny je PRB. Oběžné, ale i pamětní mince se začaly razit od roku 2000 při měnové reformě. Bankovky a mince vydává Podněsterská republiková banka, centrální banka neuznané republiky. Kvůli mezinárodnímu neuznání státu není podněsterský rubl za hranicemi Podněsterské moldavské republiky běžně obchodovatelný.

## Mince a bankovky
Obíhají mince v hodnotách 1, 5, 10, 25 a 50 kopějek.
Bankovky se tisknou v hodnotách 1, 5, 10, 25, 50 a 100 rublů, poslední emise byla do oběhu uvedena roku 2007.

## Historie
Po vyhlášení samostatnosti Podněstří v srpnu roku 1991 používala nová republika jako svoji měnu sovětské a ruské rubly opatřené kolkem s nominální hodnotou a portrétem generála Suvorova. V srpnu 1994 byla uvedena nová národní měna Podněsterský rubl. Při měnové odluce se Podněsterská republiková banka inspirovala obdobným procesem, který proběhl po zániku ČSFR v roce 1993 v Česku a na Slovensku. V druhé polovině devadesátých let byl podněsterský rubl kvůli značné inflaci znehodnocen. Roku 2000 stát provedl měnovou reformu, kdy za jeden milion starých rublů byl vydán jeden rubl nový. Po měnové reformě byly zavedeny i mince – kopějky. Ty byly původně raženy v Polsku, od roku 2005 existuje v Tiraspolu podněsterská státní mincovna. V prvním desetiletí 21. století byl podněsterský rubl poměrně stabilní.